# Llista d'especialitats 21 de la Nomenclatura de la UNESCO
Llista d'especialitats del camp 21 (Astronomia i Astrofísica) de la Nomenclatura de la UNESCO:
| Disciplina                   | Codi    | Especialitat                          |
| ---------------------------- | ------- | ------------------------------------- |
| 2101 Cosmologia i cosmogonia | 2101.01 | Estrelles dobles                      |
| 2101 Cosmologia i cosmogonia | 2101.02 | Eixams o cúmuls                       |
| 2101 Cosmologia i cosmogonia | 2101.03 | Raigs còsmics (vegeu 2501.15)         |
| 2101 Cosmologia i cosmogonia | 2101.04 | Galàxies                              |
| 2101 Cosmologia i cosmogonia | 2101.05 | Gravitació (vegeu 2212.05)            |
| 2101 Cosmologia i cosmogonia | 2101.06 | Nebuloses                             |
| 2101 Cosmologia i cosmogonia | 2101.07 | Noves                                 |
| 2101 Cosmologia i cosmogonia | 2101.08 | Púlsars                               |
| 2101 Cosmologia i cosmogonia | 2101.09 | Quàsars                               |
| 2101 Cosmologia i cosmogonia | 2101.10 | Estrelles                             |
| 2101 Cosmologia i cosmogonia | 2101.11 | Evolució estel·lar i diagrama HR      |
| 2101 Cosmologia i cosmogonia | 2101.12 | Composició estel·lar                  |
| 2101 Cosmologia i cosmogonia | 2101.13 | Supernoves                            |
| 2101 Cosmologia i cosmogonia | 2101.14 | Estrelles variables                   |
| 2101 Cosmologia i cosmogonia | 2101.15 | Fonts de raigs X (vegeu 2202.12)      |
| 2101 Cosmologia i cosmogonia | 2101.99 | Altres (especifiqueu)                 |
| 2102 Física interplanetària  | 2102.01 | Camps interplanetaris                 |
| 2102 Física interplanetària  | 2102.02 | Matèria interplanetària               |
| 2102 Física interplanetària  | 2102.03 | Partícules interplanetàries           |
| 2102 Física interplanetària  | 2102.99 | Altres (especifiqueu)                 |
| 2103 Astronomia òptica       | 2103.01 | Astronomia de posició (vegeu 2504.01) |
| 2103 Astronomia òptica       | 2103.02 | Telescopis (vegeu 3311.11)            |
| 2103 Astronomia òptica       | 2103.03 | Espectroscòpia                        |
| 2103 Astronomia òptica       | 2103.99 | Altres (especifiqueu)                 |
| 2104 Planetologia            | 2104.01 | Cometes                               |
| 2104 Planetologia            | 2104.02 | Meteorits                             |
| 2104 Planetologia            | 2104.03 | Atmosferes planetàries                |
| 2104 Planetologia            | 2104.04 | Geologia planetària                   |
| 2104 Planetologia            | 2104.05 | Física planetària                     |
| 2104 Planetologia            | 2104.06 | Camps magnètics planetaris            |
| 2104 Planetologia            | 2104.07 | Planetes                              |
| 2104 Planetologia            | 2104.08 | Satèl·lits                            |
| 2104 Planetologia            | 2104.09 | Tectites                              |
| 2104 Planetologia            | 2104.10 | La Lluna                              |
| 2104 Planetologia            | 2104.11 | Geografia planetària                  |
| 2104 Planetologia            | 2104.99 | Altres (especifiqueu)                 |
| 2105 Radioastronomia         | 2105.01 | Antenes (vegeu 3307.01)               |
| 2105 Radioastronomia         | 2105.02 | Radiotelescopis                       |
| 2105 Radioastronomia         | 2105.99 | Altres (especifiqueu)                 |
| 2106 Sistema Solar           | 2106.01 | Energia solar (vegeu 3322.05)         |
| 2106 Sistema Solar           | 2106.02 | Física solar                          |
| 2106 Sistema Solar           | 2106.03 | Vent solar (vegeu 2501.24)            |
| 2106 Sistema Solar           | 2106.04 | El Sol                                |
| 2106 Sistema Solar           | 2105.99 | Altres (especifiqueu)                 |
| 2199 Altres                  |         |                                       |